# Благуша
Благу́ша — в конце XIX — первой половине XX века рабочая окраина на востоке Москвы. До 1917 года — пригород Москвы, управляемый земством седьмого стана Ростокинской волости, с октября 1917 года входила в состав Благуше-Лефортовского района (см. Административное деление Москвы в XVIII—XX веках), ныне в составе района «Соколиная Гора». Историческая Благуша была ограничена с запада — Яузой и железнодорожной линией Казанского направления, с севера — Хапиловскими прудами, с востока — линией малого кольца московской окружной железной дороги; граница с юга не была точно определена. Центр района — Семёновская площадь.

## Название
Чертеж середины XVII века показывает здесь болото (ручей) Благуша (вероятно, от просторечного благой — плохой, ерундовый). В 1804 году Благушинская роща стала одной из шести казённых рощ, где учреждалось лесное хозяйство. В 1830 царский указ повелел защитить рощу кольцевым каналом, но, несмотря на высочайшее покровительство, к середине XIX века она была вырублена.

## История

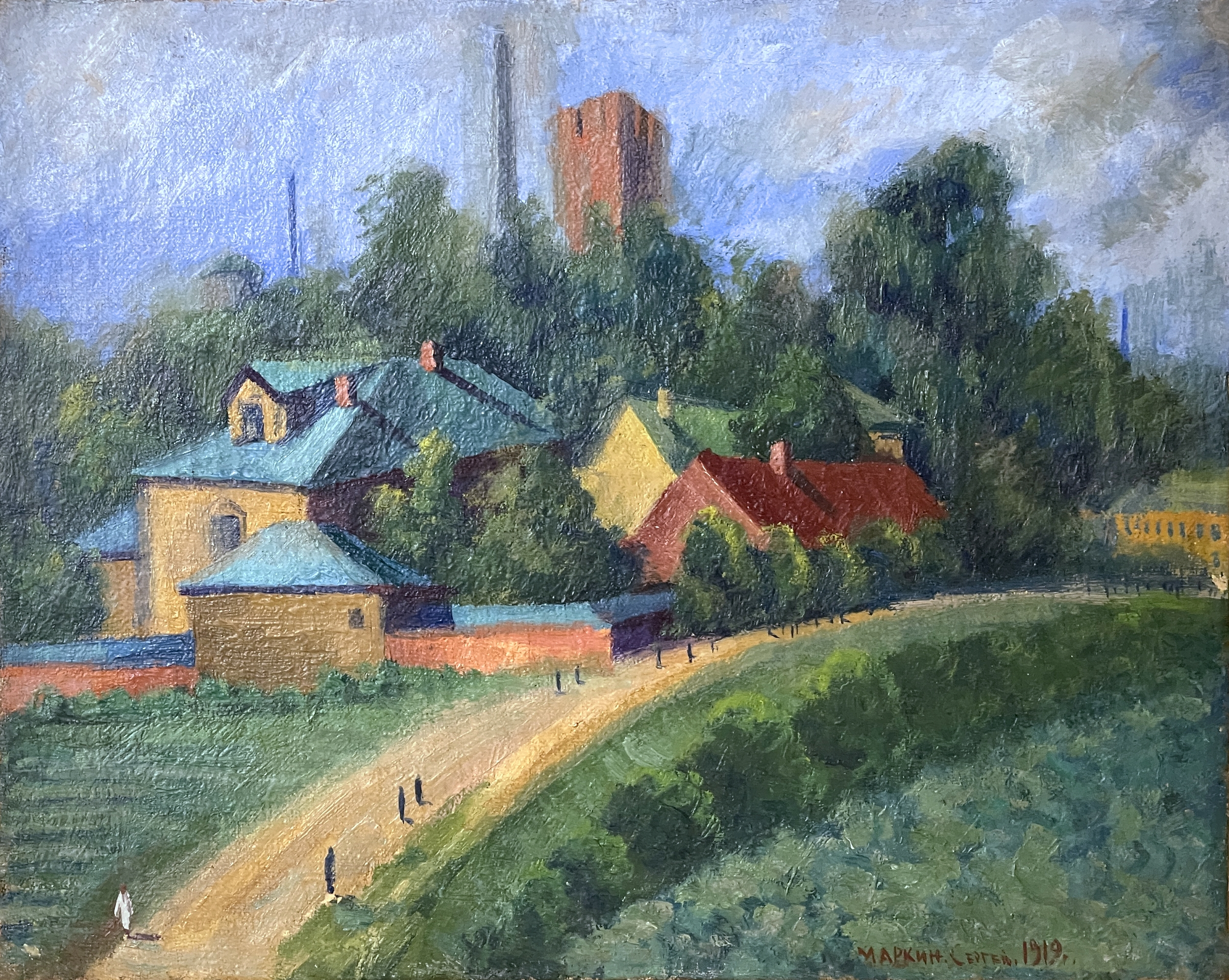
Благуша в 1919 г.
Картина С. И. Маркина.

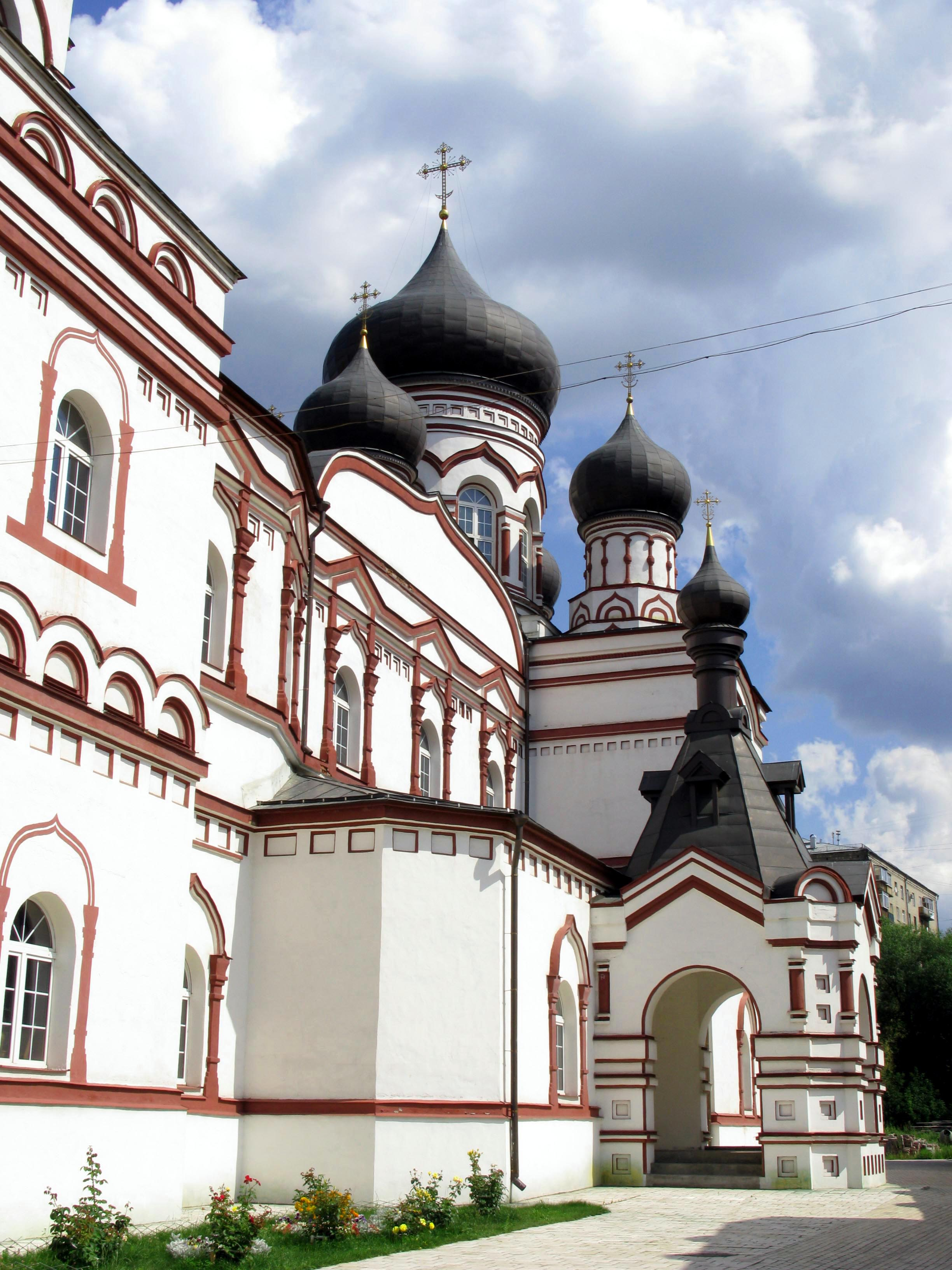
Храм Димитрия Солунского на Благуше

С первой трети XVIII века Благуша — район кирпичных заводов (см. современная Кирпичная улица, б. Петровская). К середине XIX века их на Благуше — до сорока. Развивалась как район дешёвого, одно-двухэтажного жилья. Соседство с Казанским железнодорожным направлением, по которому в столицу поступал азиатский хлопок, способствовало строительству текстильных фабрик.
В 1890-е годы началась интенсивная застройка Благуши; Удельное ведомство, владевшее московскими пригородами, распланировало сетку улиц Благуши (планировка эта в целом сохраняется и поныне); Тогда же новые благушинские улицы были названы в честь городских землеустроителей — инженеров и геодезистов. Из них Вельяминовская улица (Григорий Николаевич Вельяминов — начальник Московского удельного округа), Мироновская улица, Фортунатовская улица, Борисовская улица сохранили свои названия по сей день. Давыдовская улица в 1922 переименована в Лечебную — по находившейся здесь Благушинской больнице (бывшей Измайловской земской лечебнице). Мочальская улица в 1957 переименована в ул. Ибрагимова.
К 1906 население Благуши достигло 10 000 человек. «Я родился и вырос на Благуше. Благуша была окраиной Москвы. Время было голодное и тёмное. А Благуша была — текстильная, воровская, пацанская…» — Михаил Анчаров, воспоминания. В 1908—1911 гг. был построен храм Димитрия Солунского на Благуше (улица Ибрагимова, 6а) — один из крупнейших в Москве, вмещал до 3000 верующих. Закрытый в 1931 году храм использовался как заводской цех и совершенно изуродован. Возвращен церкви в 1991 году.
В 1950-е-1970-е годы старая, «воровская» Благуша была снесена и заменена типовым многоэтажным жильём; название района Благуша исчезло из устной речи, сохранившись на карте в виде улицы Благуша (до 1922 — Александровская).

## Основные улицы района
- Щербаковская улица (до 1922 — Михайловская, названа в память о погибшем в 1917 председателе Благуше-Лефортовского райкома РСДРП П. П. Щербакове
- Большая Семёновская улица — первоначально часть Владимирской дороги
- Ткацкая улица (до 1922 —Николаевская)
- Измайловский вал
- Улица Ибрагимова (до 1957 — Мочальская)
- Зверинецкая улица (до 1922 — Алексеевская)
- Лечебная улица (до 1922 — Давыдовская)
- Окружной проезд

## Благуша в литературе и искусстве

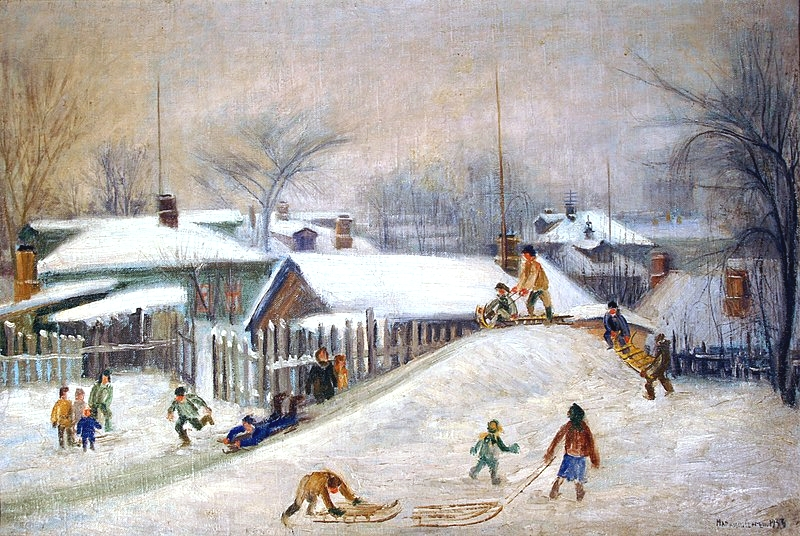
Благуша зимой 1933 г.
(худ. С. Маркин)

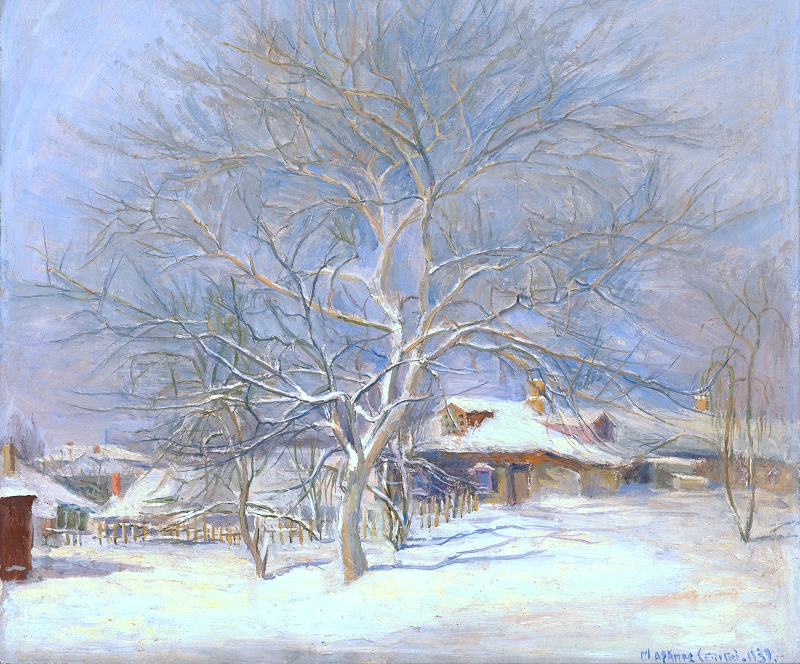
1939

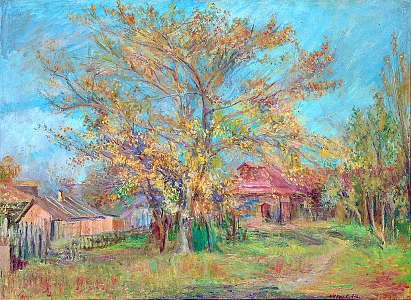
Благуша летом 1939 г.
(худ. С. Маркин)

Московский художник Сергей Маркин (1905—1942) написал несколько картин района, где он жил.
В районе Благуши разворачивается действие романа Л. М. Леонова «Вор» (1927) и Михаила Анчарова «Теория невероятности» (1963).
```
Аврора
. Мой дорогой, успокойтесь. Я все поняла. И Кочки, и Бутырки.

Бунша
. Благуши знаете? 
Банный переулок
? Компрене ву? 
Нижняя Болвановка
, 
Барабанный тупик
? Компрене ву, Москва?

Михаил Булгаков
, «Блаженство»

Справочно, Барабанный переулок на 
Хапиловке
 - входил в состав Благуши.
 

Тупиком назван ошибочно
[
7
]
```

```
Шел я пьяный. Ты слушай-не слушай. 
Может, сказку, а может, мечту... 
Только в лунную ночь на Благуше 
Повстречал я в снегу Красоту. 

Михаил Анчаров
, «Песня про деда-игрушечника с Благуши»
```

```
Вы нас не помните, а мы имели души,
И нам – страдать, мечтать и мучиться быльём.
Вот двор, акация, веревочки с бельём
В застиранной и заспанной до слез Благуше.

А. Левинтов, «Сонет о Благуше»
 
```